# 海啸注意警报
海啸注意警报是日本气象厅预测将由地震引發高达0.2公尺以上的海啸时，所发布的“海啸注意警报、警报”信息之一。
在气象厅发布的“海啸注意警报、警报”体系中，另有海嘯警報、大海啸警报。另外，发布海啸警报及大海啸警报时，日本放送協會（NHK）等电视台将进行紧急警报广播。但如果日本气象厅没有发布海啸警报或大海啸警报，仅为海啸注意警报时，将不会播出紧急警报广播。不过也有例外，如2007年能登半岛地震、新潟縣中越地震等，尽管只发布了海啸注意警报，但由于这些地震均为最大震度6弱或以上的地震，所以与特别新闻节目一同播出（NHK也会将此节目于NHK World Premium（原则上采用非加密信号）播出）。原则上，NHK教育頻道、NHK第二套广播僅會顯示警報發布地圖及畫面上方地震、海嘯情報，不会播出海啸注意警报的信息。

## 发表注意警报的流程
气象厅发布海啸注意警报（包括警报）时，若是有地震引起，首先会解析震源（地点、深度、震级）。此后，利用软件模拟海啸情况，若是预测会出现50公分左右的海啸，将与预测将发生海啸的地区一同发布注意报。
在模拟软件中，断层的角度被设定为45度。这是因为若设定为超过45度（更陡）将可能导致高估灾害，45度以下（较缓）将可能会低估灾害。关于断层角度，原则上是于地震发生后2小时左右发布。
以前曾有震源位于冲绳县石垣岛近海的地震，并发布了警报。可是，实际能够目测到的海啸极其微弱。因为这实际上是横断的断层导致的地震，因此几乎没有发生海啸的危险。其后于2009年8月，同一地域发生的地震于白天和晚上分别发布了注意报，但实际上由于也是横向断层，并没有发生海啸。
由于目前运用了紧急地震速报技术，对于日本近海的地震能于第一时间对震源进行分析。因此，准备海啸警报所需的时间也得到大幅的缩减，从发生地震到开始避难几乎不会有时间差。

## 邻近海岸发布了海啸注意警报的时候
预测潮位变化将低于海啸警报（潮位变化1公尺以上）标准时，由于“无須担心海水侵入陆地”，气象厅将会在记者会上发布“请停止海水浴及钓鱼活动，离开海岸。但无須避难”的说明。在特别节目中也会说“请不要前往海岸地区”，而不会說“请到安全的高地避难”這樣的程度。因此，也经常发生一部分大意（认为和自己无关）人出现在海岸上，认为0.5公尺的海浪没什么大不了的，结果發生了渔船翻覆的事件。
此外，在海啸於震源附近产生至抵达海岸这段时间中，警报完全不会变化（这是因为波在不同介质中尽管波幅不同，传播的速度是一样的）。因此，认为注意警报没什么大不了而接近海岸、河口是非常危险的。此外，也有第2波以后比起第1波要更高的情况，因此直到解除前不要接近海岸、河口较为明智。